# Marina di Pisa

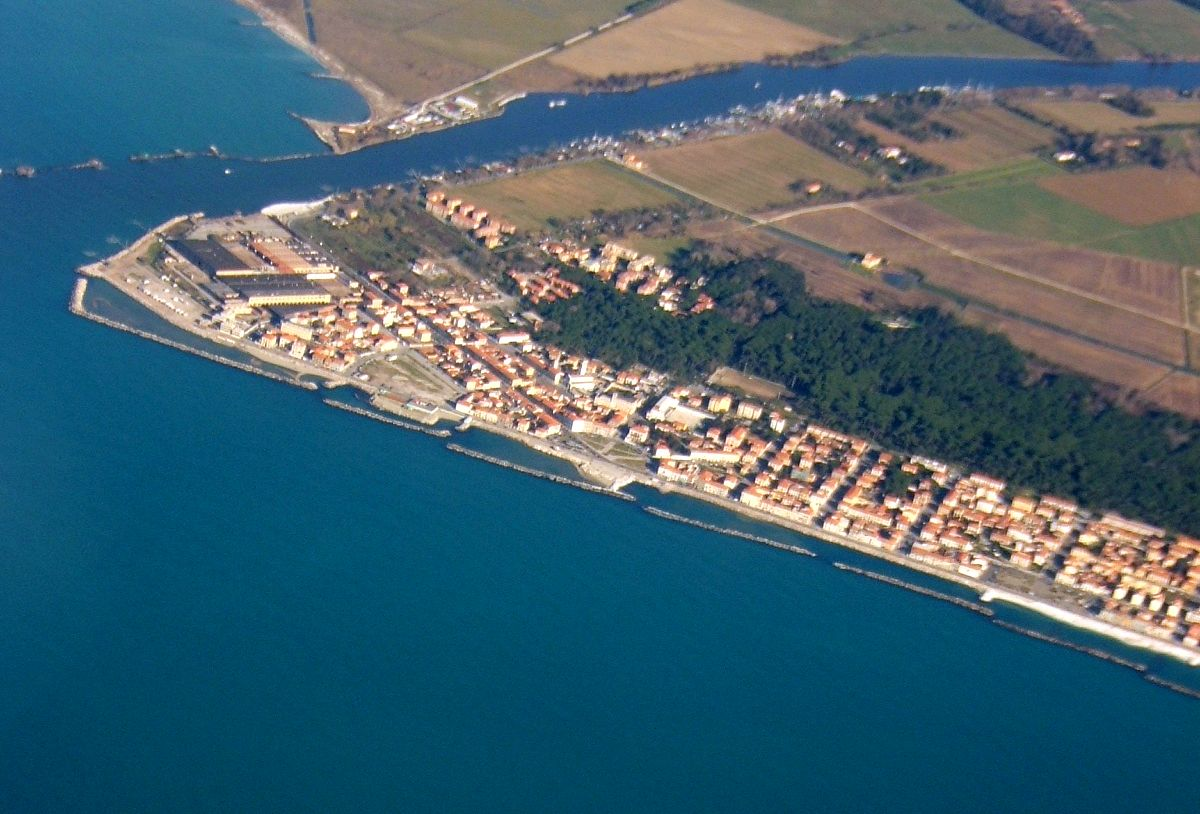
Vue aérienne de la Marina di Pisa et de l'embouchure de l'Arno.

La Marina di Pisa est une station balnéaire de Toscane, en Italie, située à l'embouchure de l'Arno. C'est un hameau de Pise, distant de 10 km au sud-ouest du centre-ville.

## Toponymie
Après s'être longtemps appelée Boccadarno (la Bouche de l'Arno en français) en raison de sa situation à l'embouchure de l'Arno elle fut finalement renommée Marina di Pisa (soit Marine de Pise) en ceci qu'elle était, comme son nom l'indique, la marina de la ville de Pise.

## Géographie
La Marina di Pisa est située sur la rive gauche de l'Arno, à l'endroit où il se jette dans la Mer de Ligurie (la Bocca d'Arno (it)). Elle borde au nord  l'autre station balnéaire de Pise : Tirrenia.
Le Parc naturel régional de San Rossore, Migliarino, et Massaciucoli commence dans les forêts directement derrière la Marina di Pisa depuis laquelle il est possible de voir d'un côté la Corse, l'Île d'Elbe et l'Île de Gorgone et de l'autre les Monts Pisans et les Apennins du Nord.
D'après la Classification de Köppen, la Marina di Pisa rentre dans la catégorie du climat méditerranéen de la classe Csa, ce qui signifie que la température du mois le plus chaud est supérieure à 22 °C.

## Histoire

### Origine et développement
Jusqu'en 1606, la Marina di Pisa n'existait pas : l'aire où elle fut bâtie plus tard était alors composée de marais insalubres pratiquement inhabités. Mais, cette année-là, Ferdinand Ier de Médicis décide de faire déplacer l'embouchure de l'Arno d'environ 1 500 mètres vers le nord. Cette décision fut motivée par le fait que l'embouchure était alors tournée en direction du sud-ouest, dans le sens contraire du vent Libeccio, ce qui dans l'imaginaire de l'époque pouvait provoquer une remontée des eaux qui aurait pu aboutir à l'inondation de Pise. Sur la rive gauche de l'embouchure de l'Arno fut alors construit un passage de douane de forme hexagonale, appelé il Fortino. C'est probablement à proximité de ce fortin que furent construites les premières maisons de pêcheurs qui devinrent peu à peu la Marina di Pisa.
Le fondateur reconnu comme tel de la Marina di Pisa fut Gaetano Ceccherini à qui le roi d'Italie prit en 1869 ses terres au sud de l'Arno. En échange, il lui donna celles au nord et une petite somme d'argent. C'est sur ces terres au nord de l'Arno que Gaetano Ceccherini et son fils Baldassarre commencèrent à faire construire une station balnéaire après avoir acheté auprès de la Garde des finances une vieille maison coloniale située à proximité de l'ancien fortin (le fortin ne fut détruit que dans les années 1920).
L'acte de fondation officiel du village de la Marina di Pisa remonte à 1872 quand la ville de Pise décida de la construction d'une ville selon un plan en damier comprenant trois places principales et une voie d'accès directe à Pise, nommée Viale dei Platani (actuellement Viale D'Annunzio). C'est à partir de cette époque que Baldassarre Ceccherini commença à construire des maisons en pierre pour permettre des séjours plus longs aux touristes. Peu de temps après, le père franciscain Agostino da Montefeltro (1839-1921), à l'époque connu sous le nom de Luigi Vicini, fit construire un orphelinat à proximité de la Marina di Pisa.

### Époque balnéaire

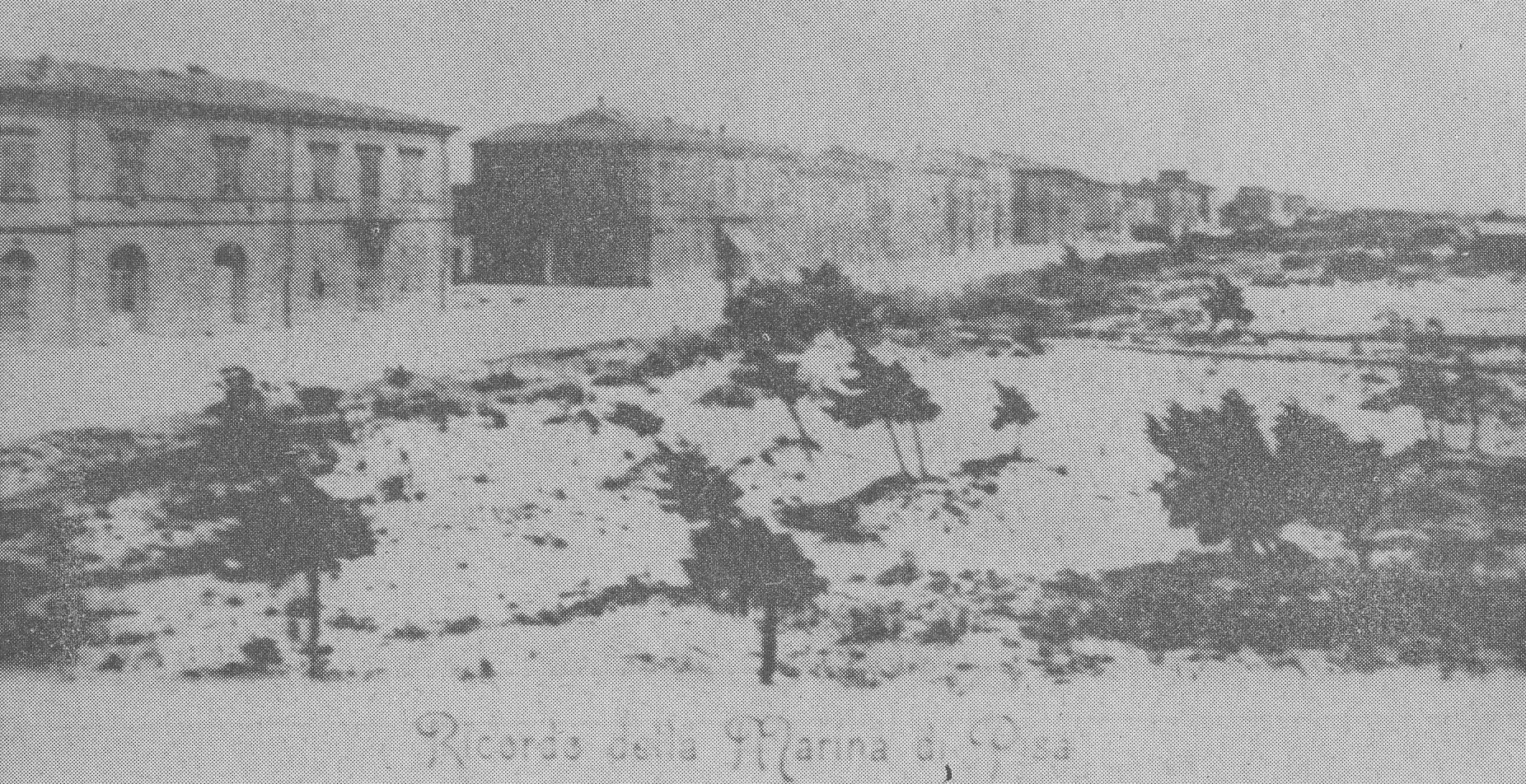
La Marina di Pisa en 1899.

Le 23 juin 1892 fut inauguré le chemin de fer Pise-Marina di Pisa qui contribua à faire connaitre le lieu et à faciliter son accès. Les premiers restaurants du lieu ainsi que les premières pensions furent donc construits à cette date et furent suivis de près par des villas de style Art nouveau et néo-médiéval (Villa Fumagalli, Villa Cobianchi, Villa Miramar siège actuel du commandement carabiniers de la Marina di Pisa, Villa Salvini, Villa Ruchal et Villa Belliure).
La croissance touristique de la ville continua jusqu'aux années 1920 où débuta aussi la croissance industrielle. Le 28 juillet 1912 fut posée la première pierre de la future église de Santa Maria Ausiliatrice en présence du Cardinal Pietro Maffi.
La construction de la station balnéaire de la Marina di Pisa débute durant le boom économique de la fin du XIXe siècle mais n'est terminée que dans les années 1950. Plusieurs entreprises de construction navale, telles que la Costruzioni Meccaniche Aeronautiche S.A., furent bâties aux abords de la station.

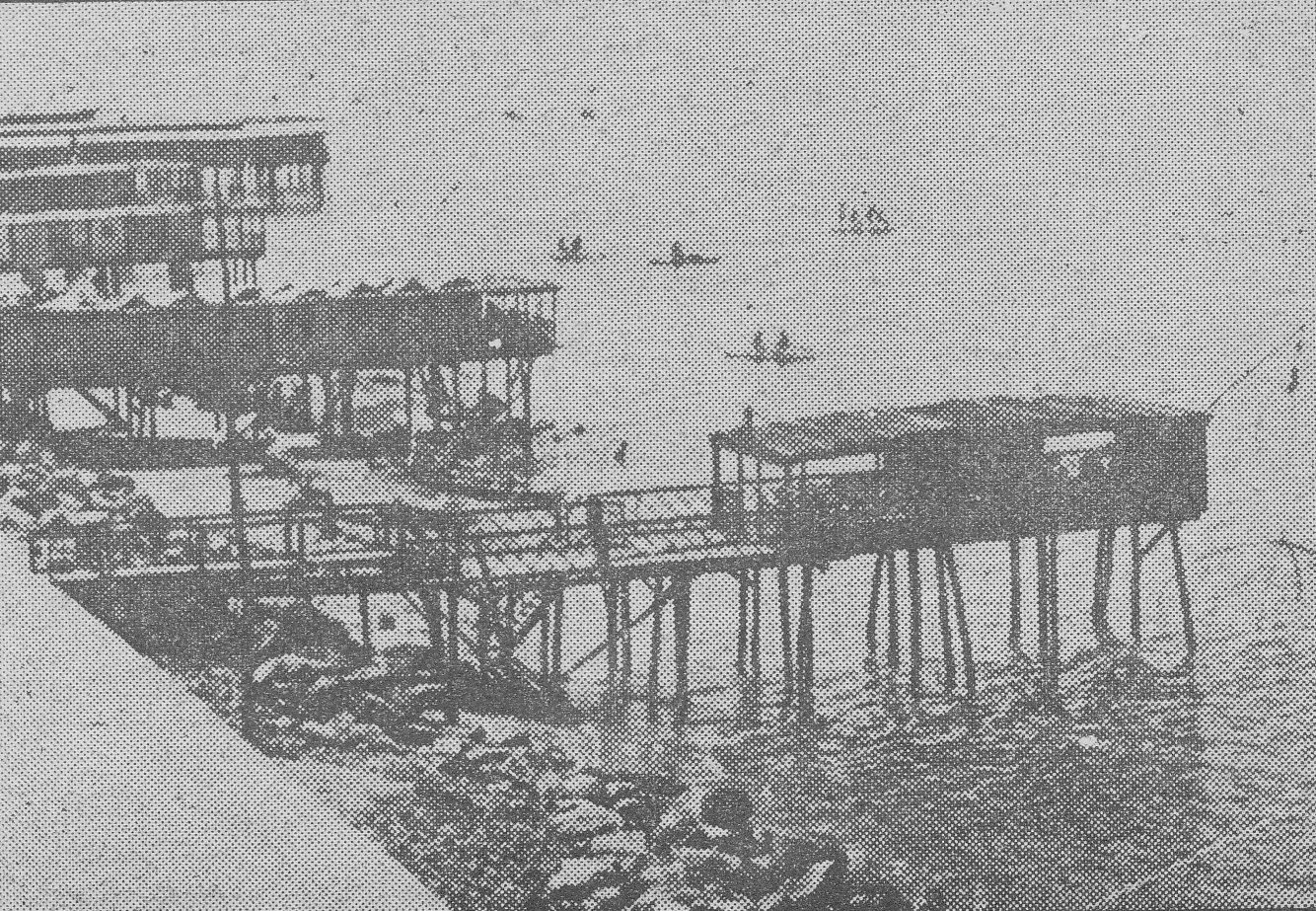
La plage en 1932.
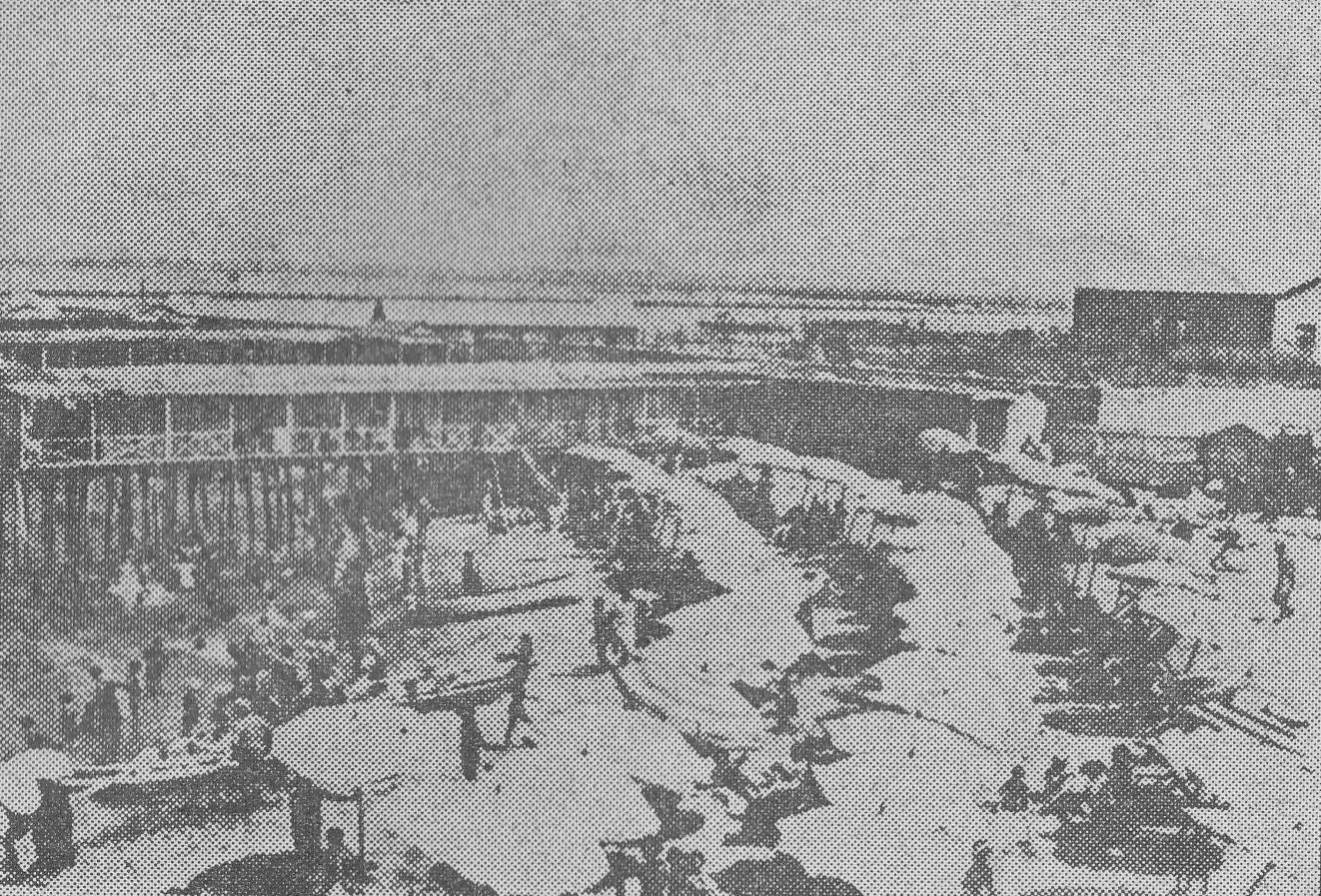
Le Bagno Emma au début du XXe siècle.
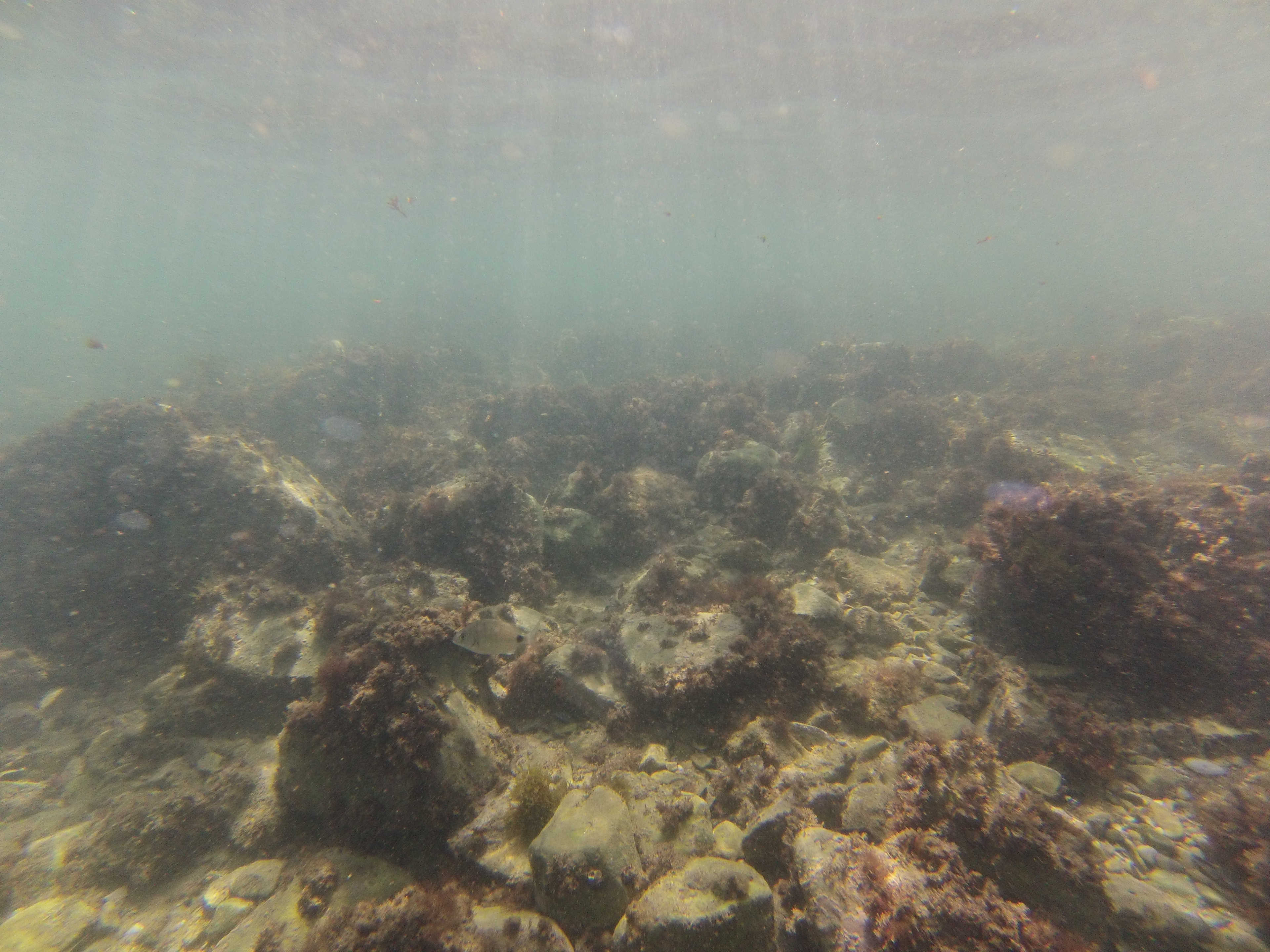
Les fonds de la mer.

## Économie et tourisme
Marina di Pisa regroupe un grand nombre de chantiers navals installés à proximité du Port de Bocca d'Arno, situé à l'embouchure de l'Arno. La plupart sont construits le long du Viale Gabriele D'Annunzio qui va de Marina à Pise et qui longe le côté gauche de  l'Arno.
Marina di Pisa est aussi un haut-lieu du tourisme estival et des infrastructures prévues pour celui-ci y sont donc construite. Le long du littoral sont présentes plusieurs plages libres de sables et de galets mais aussi des établissements privés balnéaires dont la plupart offrent des points de restauration.
Pendant l'après-midi des jours fériés ainsi que tous les soirs de la période estivale, l'esplanade du front de mer, mieux connu sous le nom de via Repubblica Pisana, est fermée aux trafics.
Une piste cyclable traversant Marina di Pisa et menant jusqu'à Tirrenia a été construite.

## Lieux d’intérêt
Outre l'esplanade du front de mer très fréquentée par les touristes et la Bocca d'Arno à l'embouchure de l'Arno, un certain nombre d'édifices sont reconnus pour leur architecture particulière.

### Architecture duXIXesiècleetXXesiècle

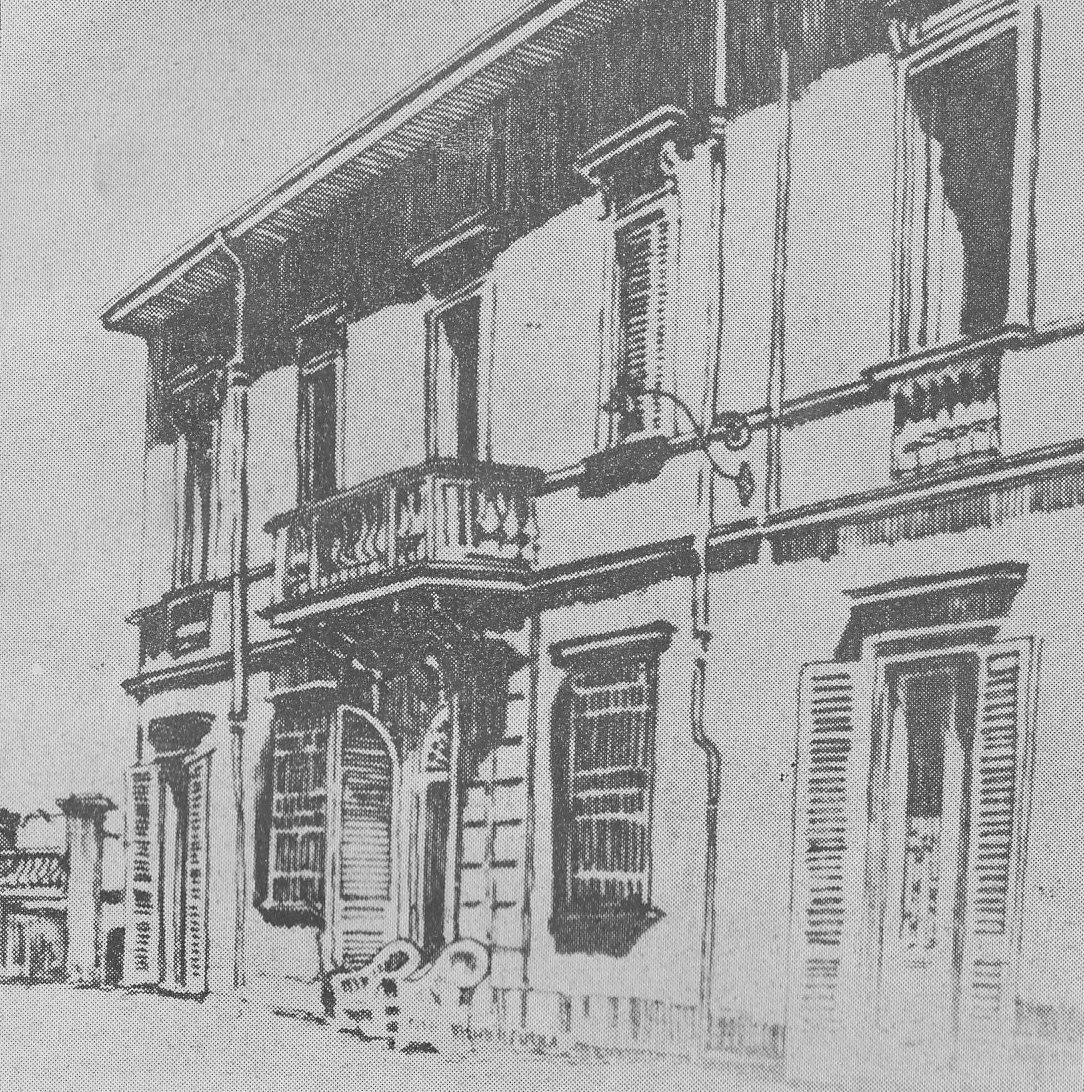
Dessin de la Villa Peratoner.

Plusieurs édifices considérés comme d'intérêt sont présents à Marina di Pisa. La plupart sont des petites maisons ou des villas, encore dans un bon état de conservation, qui ont été construites entre le XIXe siècle et le XXe siècle. Elles ont presque toutes été bâties pour des familles florentines aisées dans un style mélangeant par éclectisme différents styles dont le plus présent est l'Art nouveau.
Parmi ces villas, on remarque la Villa Bondi, construite sur le bord de la place Baleari en 1909 par le florentin Angelo Bondi alors propriétaire de la société de la Manufacture de Signa qui produisait de la terre cuite et des décorations pour des édifices. Cette villa est aujourd'hui classée parmi les Dimore Storiche d'Italia (Demeures Historiques d'Italie). D'autres villas de Marina di Pisa sont connues telles que la Villa Galli Dunn, construite en 1905 en style Louis XIV, la Villa Albites, en style néo-gothique, et le Palais Carovigno bordant la place Gorgona et connu pour ses multiples tours à créneaux.
Lors de ses séjours à Marina di Pisa entre 1904 et 1910, l'écrivain, militaire et politicien Gabriele D'Annunzio (1863-1938) résida à la Villa Peratoner.

## Infrastructures et transports

### Routes
La Marina di Pisa est traversée par la SP224 qui conduit de Pise à Livourne.

### Voies ferrées

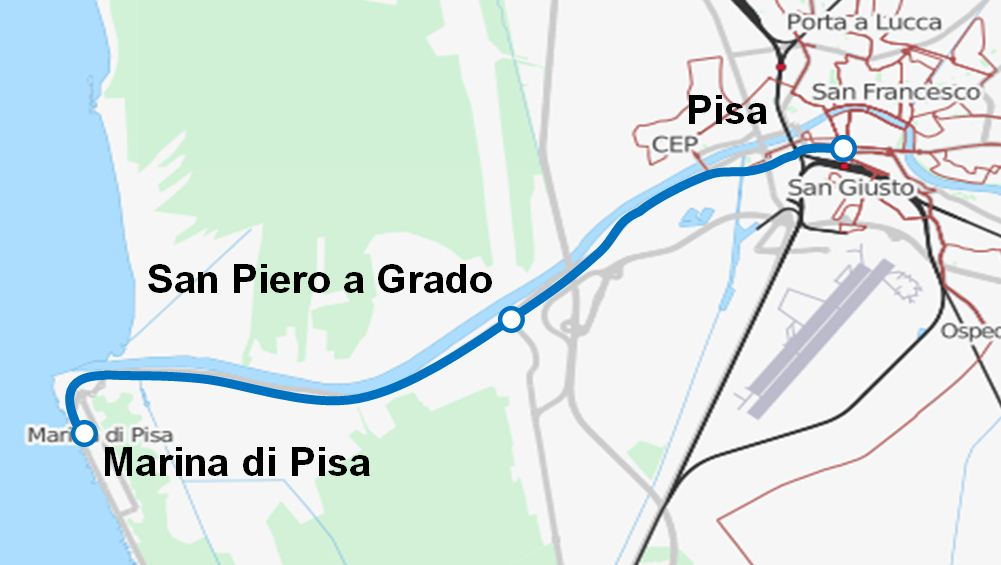
Voie ferrée Pise-Marina di Pisa.

Les stations ferroviaires les plus proches de la Marina di Pisa sont celles de Pisa Centrale et de Livorno Centrale.
Jusque dans les années 1960 était présent un chemin de fer électrique, très fréquenté en été, dont le tracé comprenait Pise, la Marina di Pisa, San Piero a Grado, Tirrenia, Calambrone et Livourne. La station est encore présente au centre du village où elle a été transformée en habitation privée tandis que les rails sont encore visibles le long de l'ancien tracé.
Précédemment, la ville avait aussi constitué le terminus d'un chemin de fer à vapeur construit en 1892 en reliant Pise à la Marina di Pisa et qui constituait le prolongement de la ligne Tranvia Pisa-Pontedera/Calci reliant Pise à Pontedera et Calci. Cette ligne partant de Pise traversait les fortifications du Bastion Stampace, le Canal médiéval des Navicelli, passait au-dessus de la ligne ferroviaire reliant les villes de Gênes et de Pise, puis suivait le cours de l'Arno en direction de Marina di Pisa. À la suite de l'inauguration du nouveau chemin de fer électrique, l'ancienne ligne Pise-Marina di Pisa cessa d'exister en 1932.

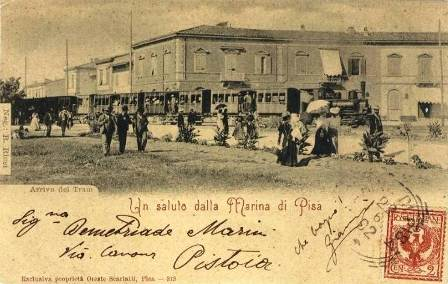
Carte postale représentant l'arrivée du train.
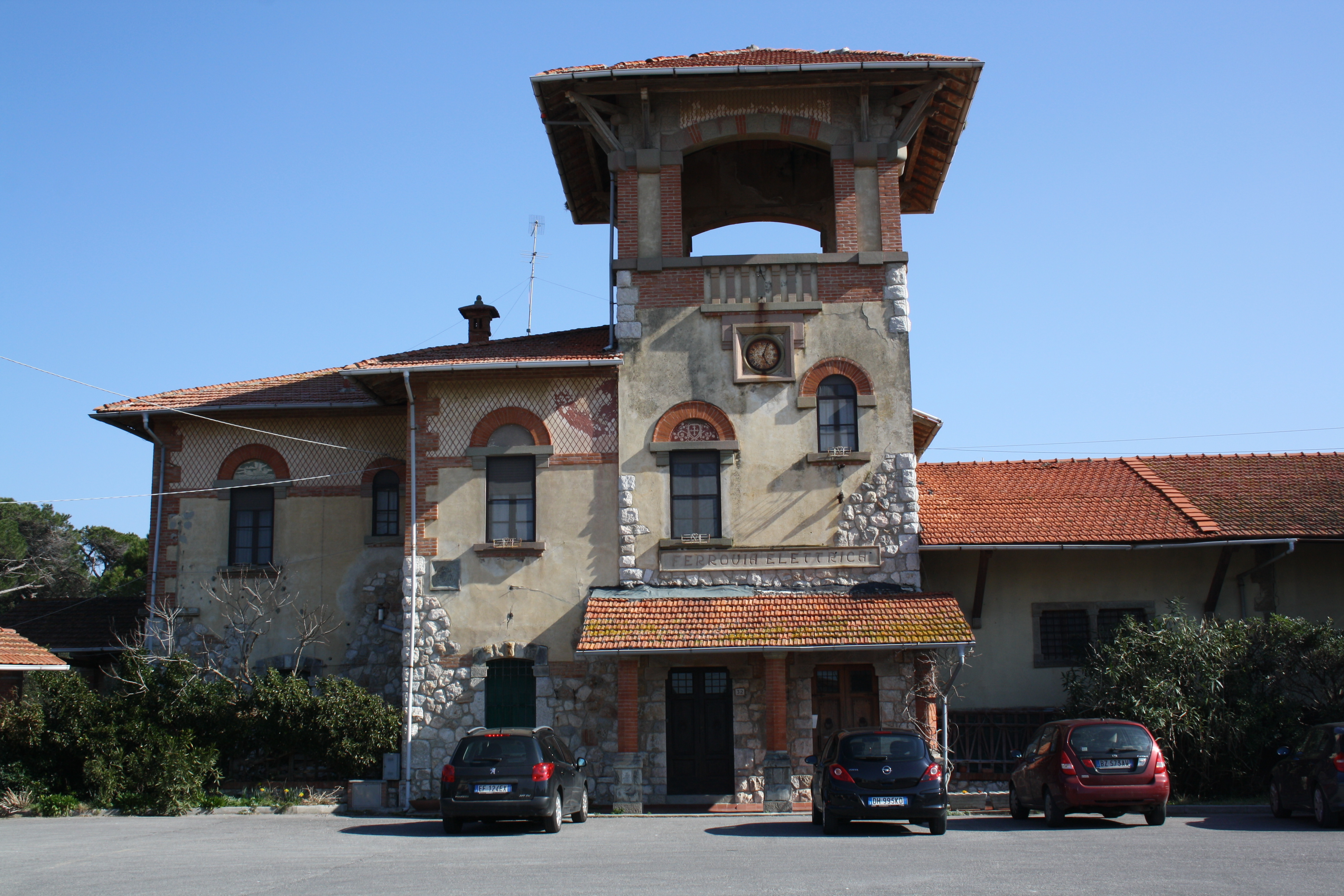
La station de l'ancien chemin de fer électrique.

### Lignes d'autobus
La Marina di Pisa est desservi par plusieurs lignes d'autobus de la société CTT Nord qui relie les villes de Pise, Tirrenia et Livourne.

### Aéroports
L'aéroport international situé le plus près de la Marina di Pisa est celui de  la ville de Pise : l'Aéroport international Galileo-Galilei de Pise.

### Ports
Les deux ports les plus proches de Marina di Pisa sont le Port de Bocca d'Arno, situé à l'embouchure de l'Arno, et le Port touristique de Pise qui est ouvert depuis le 30 juin 2013.

## Culture

### Vie collective

#### Établissements scolaires
- Scuola dell'Infanzia di Marina (école maternelle de Marina)
- Scuola Media di Marina (collège de Marina)
- Scuola Elementare Newbery (école élémentaire Newbery)
- Scuola Elementare Viviani (école élémentaire Viviani)

#### Associations culturelles
- Associazione Arteficium
- Scuola di Musica del Litorale Pisano : école de musique du littoral de Pise.
- KinoKitchen : association consacrée au cinéma et à l’audio-vision.
- Pubblica Assistenza Litorale Pisano.
- la Marinese USD et la Polisportiva Garzella : les deux anciennes équipes de football de Marina qui se sont unies en une seule équipe en 2011 sous le nom de Polisportiva Garzella Marinese USD.

### Manifestations culturelles
La Marina di Pisa, ainsi que les hameaux voisins de Tirrenia et de Calambrone, forment le littoral pisan et à ce titre participent à la fête traditionnelle du Gioco del Ponte en faisant partie de l'équipe de la Magistrature des Dauphins et avec la devise de Senza temer tempesta (sans craindre la tempête).
Pendant la période estivale se déroule la fête de la Marenia durant laquelle ont lieu plusieurs spectacles et marchés aux puces entre la Marina di Pisa et Tirrenia.

### Films tournés à la Marina di Pisa
- Sans pitié (1948), d'Alberto Lattuada.
- Pellegrini d'amore (1953), d'Andrea Forzano.
- La Grande Pagaille (1960), de Luigi Comencini.
- Lo chiamavano Bulldozer (1978), de Michele Lupo.
- Capitaine Malabar dit La Bombe (1982), de Michele Lupo.
- B.B. e il cormorano (2003), d'Edoardo Gabbriellini.
- Une romance italienne (2004), de Carlo Mazzacurati.

### Œuvres littéraires ayant pour cadre la Marina di Pisa
- La Tenzone (1903), de Gabriele D'Annunzio.
- Ballata per un'estate calda (1998), d'Athos Bigongiali.
- La briscola in cinque (2007), de Marco Malvaldi.
- Il gioco delle tre carte (2008), de Marco Malvaldi.
- A Marina sul trammino. Fatti, personaggi, costume del litorale pisano dal 1866 al 1960 (2007), de Paola Pisani Paganelli.

### Personnalités liées
- Bruno Pontecorvo, physicien nucléaire.
- Giuseppe Viviani, peintre et graveur.
- Gabriele D'Annunzio, écrivain, militaire et politicien.
- Dino Campana, poète.
- Sibilla Aleramo, écrivaine.
- Eleonora Duse, actrice.
- Lord Byron, poète et écrivain.
- Percy Bysshe Shelley, poète et romancier.
- Sergueï Rachmaninov, pianiste et compositeur.

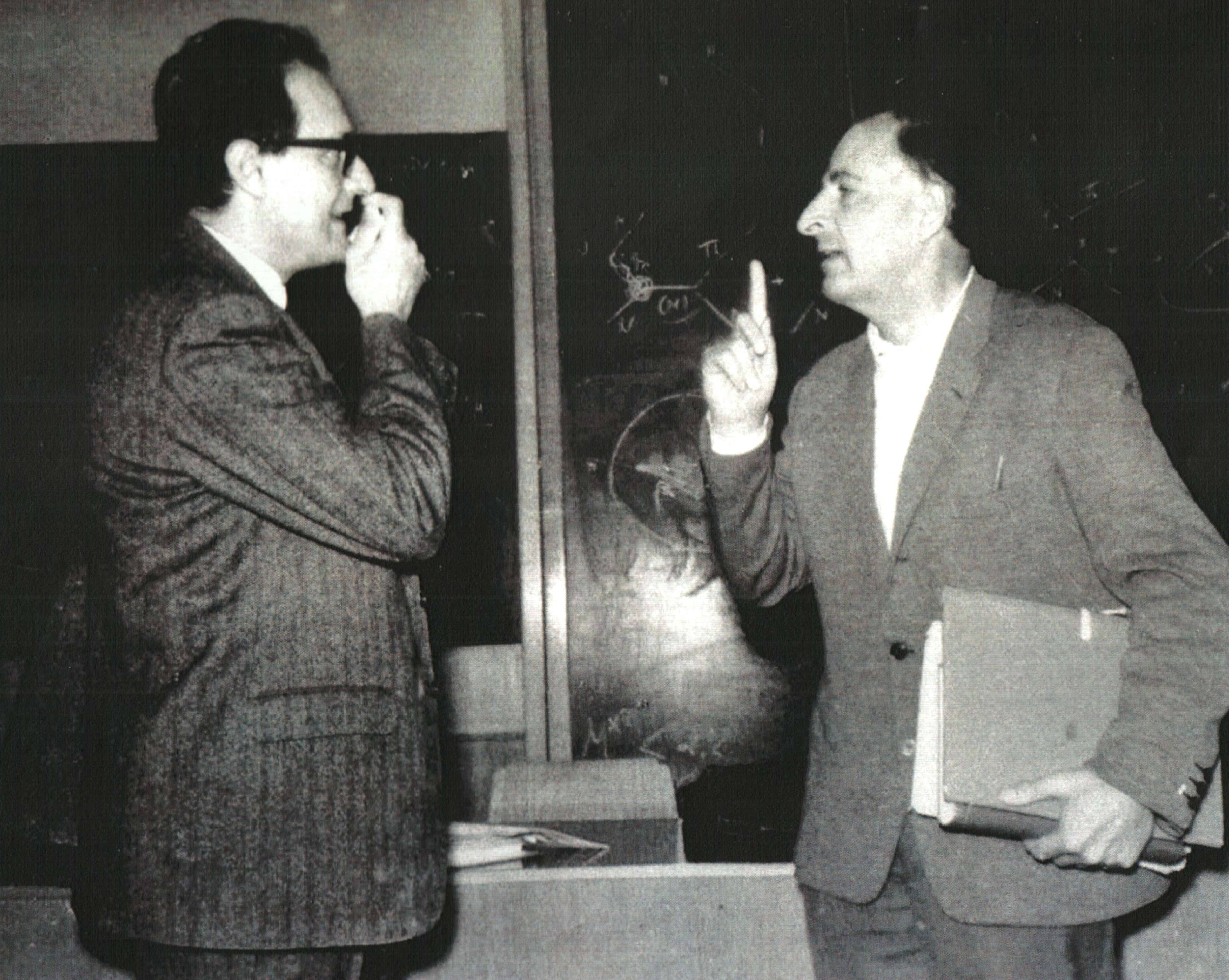
Bruno Pontecorvo
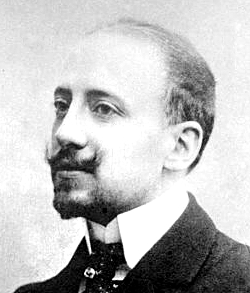
Gabriele D'Annunzio
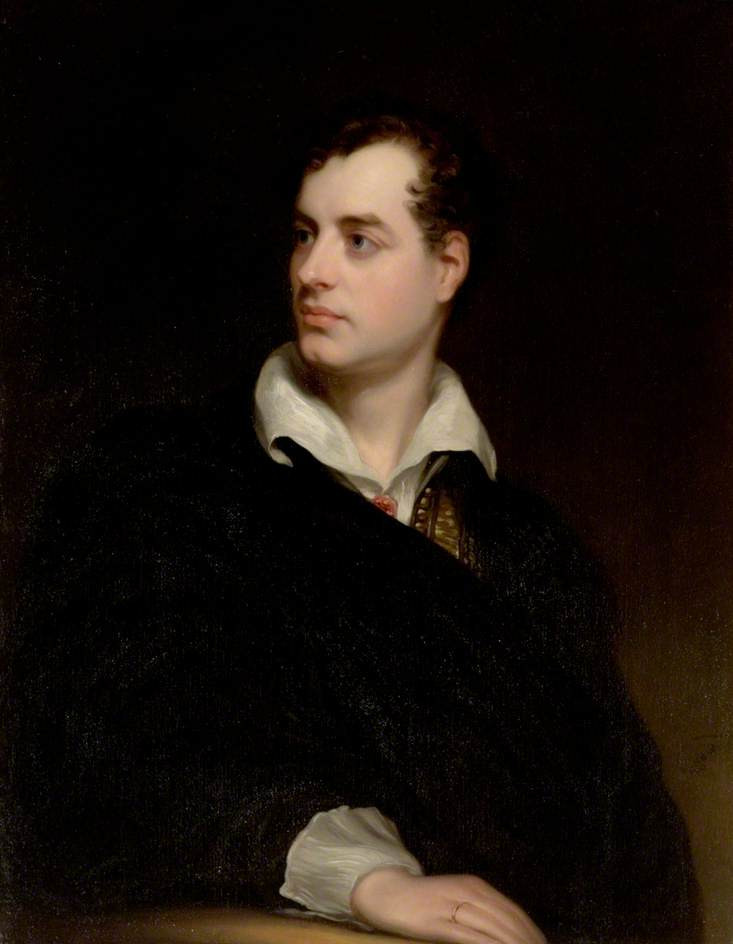
Lord Byron
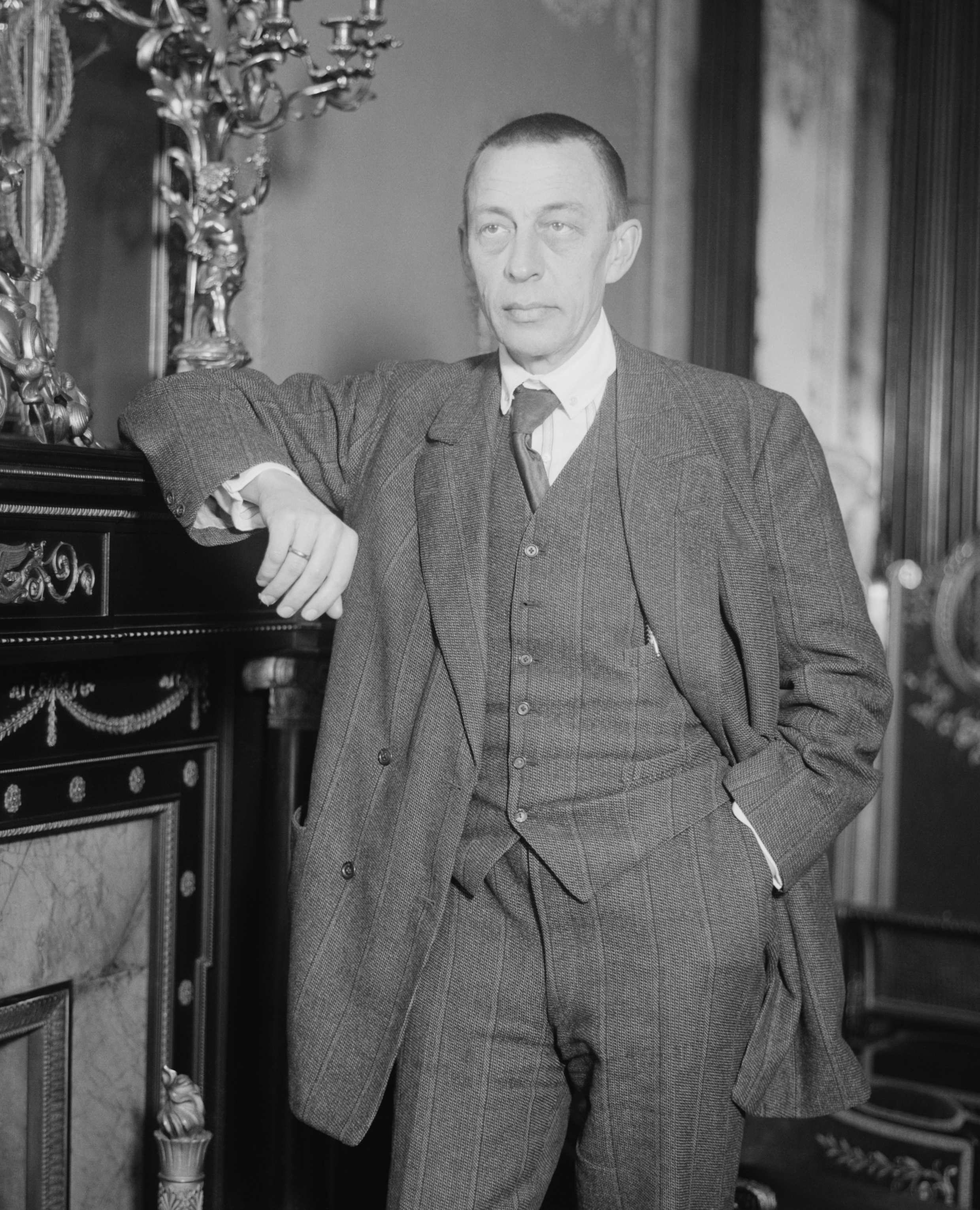
Sergueï Rachmaninov

## Source
- (en) Cet article est partiellement ou en totalité issu de l’article de Wikipédia en anglais intitulé « Marina di Pisa » (voir la liste des auteurs).

- (it) Cet article est partiellement ou en totalité issu de l’article de Wikipédia en italien intitulé « Marina di Pisa » (voir la liste des auteurs).